# 五龙溪水库
五龙溪水库位于湖南省怀化市中方县，是一座以防洪、发电、灌溉为主的中型水库，库容约1232万立方米，水库坝高约40米。